# Kiril di Bulgaria
Kiril di Bulgaria, Principe di Preslav (in bulgaro Кирил, принц Преславски?; Sofia, 17 novembre 1895 – Sofia, 1º febbraio 1945), fu il secondo figlio di Ferdinando I di Bulgaria e della prima moglie, Maria Luisa di Borbone-Parma.
Pertanto era il fratello minore di Boris III di Bulgaria.

## Biografia
Nel settembre 1936 il principe Kiril accompagnò Edoardo VIII del Regno Unito in un viaggio per la Bulgaria. Presente alla morte del fratello, lo zar Boris III, avvenuta il 28 agosto 1943, Kiril fu nominato capo da un consiglio di reggenza nominato dal Parlamento bulgaro, per agire come Capo di Stato finché il figlio di Boris, Simeone II di Bulgaria, non avesse raggiunto i 18 anni.
Kiril, con la vedova zarina Giovanna di Savoia, figlia del re d'Italia Vittorio Emanuele III, condusse i funerali di Stato di suo fratello Boris III il 5 settembre 1943 alla Cattedrale di Aleksandăr Nevski, a Sofia, procedendo attraverso la città e giungendo alla stazione ferroviaria, dove il treno funebre aspettava per caricare il corpo del defunto zar, e portarlo al monastero di Rila.
In seguito i tre governi seguenti si impegnarono per abrogare il trattato Bulgaria-Germania, cosa che avrebbe concesso loro di utilizzare la ferrovia che portava in Grecia, così le SS tedesche furono mandate a pattugliare i binari. Una delegazione bulgara fu così mandata verso il Cairo, nel tentativo di negoziare con gli USA e l'Inghilterra, ma fallì, poiché le due nazioni si rifiutarono di incontrare i bulgari senza la presenza dell'Unione Sovietica.
A dispetto delle continue sconfitte diplomatiche di Sofia nei confronti dell'URSS, alla fine dell'agosto 1944 i sovietici dichiararono guerra alla Bulgaria, e le truppe sovietiche attraversarono i confini rumeni. Il Fronte Patriottico, una coalizione del Partito Comunista Bulgaro, la sinistra dell'Unione Agraria, il gruppo Zveno e alcuni politici pro-URSS che erano tornati dall'esilio nell'Unione, attuarono un colpo di Stato il 9 settembre 1944 e presero il potere.
Nella notte del 1º febbraio 1945 Kiril, con l'ex Primo Ministro Bogdan Filov, il generale Nikola Mihov e altri ministri del passato governo furono giustiziati. Le loro condanne a morte erano state pronunciate lo stesso giorno da un "Tribunale del popolo".

## Ascendenza
|                                    |                    |                                     | Genitori                                  |  |  | Nonni |  |  | Bisnonni                              |  |  | Trisnonni                                       |  |
|                                    |                    |                                     |                                           |  |  |       |  |  | Ferdinando di Sassonia-Coburgo-Kohary |  |  | Francesco Federico di Sassonia-Coburgo-Saalfeld |  |
|                                    |                    |                                     |                                           |  |  |       |  |  | Ferdinando di Sassonia-Coburgo-Kohary |  |  | Francesco Federico di Sassonia-Coburgo-Saalfeld |  |
|                                    |                    | Augusta di Reuss-Ebersdorf          |                                           |  |  |       |  |  | Ferdinando di Sassonia-Coburgo-Kohary |  |  |                                                 |  |
| Augusto di Sassonia-Coburgo-Kohary |                    |                                     |                                           |  |  |       |  |  | Ferdinando di Sassonia-Coburgo-Kohary |  |  |                                                 |  |
|                                    |                    | Maria Antonia di Koháry             | Ferenc József di Koháry                   |  |  |       |  |  |                                       |  |  |                                                 |  |
|                                    |                    | Maria Antonia di Koháry             | Ferenc József di Koháry                   |  |  |       |  |  |                                       |  |  |                                                 |  |
|                                    |                    | Maria Antonia di Koháry             | Maria Antonia von Waldstein zu Wartenberg |  |  |       |  |  |                                       |  |  |                                                 |  |
| Ferdinando I di Bulgaria           |                    | Maria Antonia di Koháry             |                                           |  |  |       |  |  |                                       |  |  |                                                 |  |
|                                    |                    | Luigi Filippo di Francia            | Luigi Filippo II di Borbone-Orléans       |  |  |       |  |  |                                       |  |  |                                                 |  |
|                                    |                    | Luigi Filippo di Francia            | Luigi Filippo II di Borbone-Orléans       |  |  |       |  |  |                                       |  |  |                                                 |  |
|                                    |                    | Luigi Filippo di Francia            | Luisa Maria Adelaide di Borbone           |  |  |       |  |  |                                       |  |  |                                                 |  |
| Clementina d'Orléans               |                    | Luigi Filippo di Francia            |                                           |  |  |       |  |  |                                       |  |  |                                                 |  |
|                                    |                    | Maria Amalia di Borbone-Due Sicilie | Ferdinando I delle Due Sicilie            |  |  |       |  |  |                                       |  |  |                                                 |  |
|                                    |                    | Maria Amalia di Borbone-Due Sicilie | Ferdinando I delle Due Sicilie            |  |  |       |  |  |                                       |  |  |                                                 |  |
|                                    |                    | Maria Amalia di Borbone-Due Sicilie | Maria Carolina d'Asburgo-Lorena           |  |  |       |  |  |                                       |  |  |                                                 |  |
| Kiril di Bulgaria                  |                    | Maria Amalia di Borbone-Due Sicilie |                                           |  |  |       |  |  |                                       |  |  |                                                 |  |
|                                    | Carlo III di Parma | Carlo II di Parma                   |                                           |  |  |       |  |  |                                       |  |  |                                                 |  |
|                                    | Carlo III di Parma | Carlo II di Parma                   |                                           |  |  |       |  |  |                                       |  |  |                                                 |  |
|                                    | Carlo III di Parma | Maria Teresa di Savoia              |                                           |  |  |       |  |  |                                       |  |  |                                                 |  |
| Roberto I di Parma                 | Carlo III di Parma |                                     |                                           |  |  |       |  |  |                                       |  |  |                                                 |  |
|                                    |                    | Luisa Maria di Borbone-Francia      | Carlo Ferdinando di Borbone-Francia       |  |  |       |  |  |                                       |  |  |                                                 |  |
|                                    |                    | Luisa Maria di Borbone-Francia      | Carlo Ferdinando di Borbone-Francia       |  |  |       |  |  |                                       |  |  |                                                 |  |
|                                    |                    | Luisa Maria di Borbone-Francia      | Carolina di Borbone-Due Sicilie           |  |  |       |  |  |                                       |  |  |                                                 |  |
| Maria Luisa di Borbone-Parma       |                    | Luisa Maria di Borbone-Francia      |                                           |  |  |       |  |  |                                       |  |  |                                                 |  |
|                                    |                    | Ferdinando II delle Due Sicilie     | Francesco I delle Due Sicilie             |  |  |       |  |  |                                       |  |  |                                                 |  |
|                                    |                    | Ferdinando II delle Due Sicilie     | Francesco I delle Due Sicilie             |  |  |       |  |  |                                       |  |  |                                                 |  |
|                                    |                    | Ferdinando II delle Due Sicilie     | Maria Isabella di Borbone-Spagna          |  |  |       |  |  |                                       |  |  |                                                 |  |
| Maria Pia di Borbone-Due Sicilie   |                    | Ferdinando II delle Due Sicilie     |                                           |  |  |       |  |  |                                       |  |  |                                                 |  |
|                                    |                    | Maria Teresa d'Asburgo-Teschen      | Carlo d'Asburgo-Teschen                   |  |  |       |  |  |                                       |  |  |                                                 |  |
|                                    |                    | Maria Teresa d'Asburgo-Teschen      | Carlo d'Asburgo-Teschen                   |  |  |       |  |  |                                       |  |  |                                                 |  |
|                                    |                    | Maria Teresa d'Asburgo-Teschen      | Enrichetta di Nassau-Weilburg             |  |  |       |  |  |                                       |  |  |                                                 |  |
|                                    |                    | Maria Teresa d'Asburgo-Teschen      |                                           |  |  |       |  |  |                                       |  |  |                                                 |  |